# Hambone Willie Newbern
Hambone Willie Newbern (manchmal falsch „Newborn“ geschrieben; * vermutlich 1899; † vermutlich 1947) war ein US-amerikanischer Blues-Musiker.
Über das Leben Newberns ist wenig bekannt. Er hinterließ ganze sechs Aufnahmen, alle in einer einzigen Sitzung 1929 entstanden, darunter allerdings die erste Aufnahme des Klassikers Roll and Tumble Blues.
Newbern wurde in der Gegend von Brownsville in Tennessee bekannt, wo er oft mit Yank Rachell zusammen auftrat. Sleepy John Estes war sein Schüler – von ihm stammen die meisten überlieferten Angaben zu Newbern.
Von aufbrausender Natur, verbrachte Hambone Willie Newbern einige Zeit im Gefängnis. Er soll bei einer Schlägerei um 1947 ums Leben gekommen sein.